# Langli
Langli è una piccola isola oggi disabitata nel golfo di Esbjerg sulla costa danese del Mare dei Wadden, facente parte dell'arcipelago delle Isole Frisone Settentrionali.

## Geografia
Ha una lunghezza di circa 2 km e una superficie di 0,8 km² ed è accessibile, con la bassa marea, tramite una strada sterrata rialzata. Langli (originale "Langeleje", cioè "campo lungo") è stata parte di una penisola, fino all'alluvione del 1634. Successivamente dal lato del mare si è andata formando una seconda penisola (Skallingen), che ora protegge Langli.

### Fauna
Langli è accessibile al pubblico, a piedi, tra il 16 luglio e il 15 settembre di ogni anno, dopo il periodo di riproduzione dell'avifauna.
Sull'isola infatti sono presenti una molteplicità di diverse specie di uccelli: gabbiani, sterne, beccacce di mare, spatole, cormorani.

## Storia

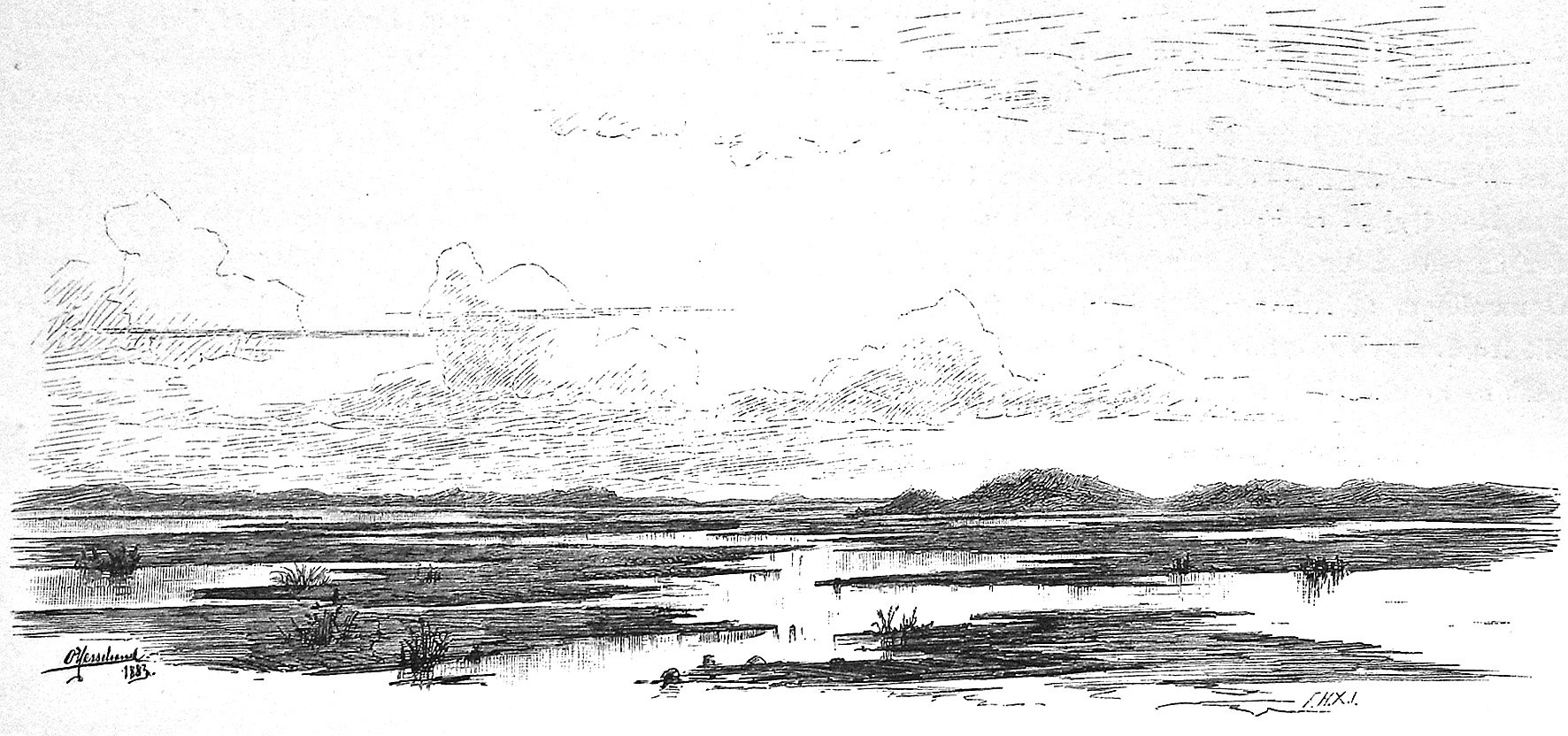
L'isola di Langli in una stampa del 1883

L'isola è stata utilizzata per l'agricoltura nel Cinquecento, ma non in modo permanente fino al 1840, quando due famiglie vi si trasferirono e arginarono l'isola.
Nel 1911 vi erano 38 abitanti e persino una scuola. La distruzione da due alluvioni e il rifiuto dello Stato di sostenere la ricostruzione delle dighe ha costretto gli abitanti a lasciare l'isola nel 1915. Successivamente un proprietario costruì un edificio su Langli.
Nel 1982 lo Stato danese ha comprato l'isola. Oggi, nel palazzo si trova una stazione scientifica.